# 藤井黎元
藤井 黎元（ふじい れいげん、1992年3月4日 - ）は日本の津軽三味線奏者である。2012年第六回津軽三味線日本一決定戦日本一の部にて優勝。成城大学法学部を2014年に卒業。津軽三味線奏者として活躍中。

## 人物
身長180cm、体重60kg、血液型A型、魚座。
従来では開放弦や特定のポジションに依存することで不可能とされてきた転調を可能にし、三味線におけるスケール、コード理論を初めて確立するなど三味線の西洋音楽へのアプローチを飛躍的に向上させた。
6連符を基調とした速弾きを得意とするほかギターに見られるカッティング、アルペジオを初めて三味線に取り入れた。そのプレイスタイルゆえに頻繁に変拍子を求められるような超技術的な需要が多く、プログレ畑と認識されることが多いが本人は特段変拍子を好んでいるわけではない。
また、3弦では飽き足らず、自身が設計した4弦エレキ三味線を用いてさらに幅広い表現を可能にしている。西洋音楽を得意とする一方、正統派津軽三味線としても定評がある。

## 来歴
小学生から少年野球チームで活躍し、東京の名門世田谷西シニアチームに入団したが、早生まれで、当時は体格に恵まれず苦境な日々が続いていたところ、父の勧めで津軽三味線の門弟となり芸道生活を始める。
また、小学生時代からピアノのレッスンも受けていて、もともと音楽的才能を持ち合わせていたせいか、津軽三味線を始めてから1年後には各全国大会に出場し上位入賞する。
2007年津軽三味線全国大会ジュニアチャンピオン、2008同大会C級チャンピオンと二階級二連覇を達成。2008全日本津軽三味線競技会中高生の部でも優勝。
2008年より津軽三味線・津軽民謡の福士豊秋に師事し、2009全日本津軽三味線競技会一般Aクラスでも優勝を果たし、全国トッププレイヤーの仲間入りとなる。
2010年5月、青森県開催の「津軽三味線日本一決定戦 日本一の部」に最年少で参戦し第三位、 2012,5の大会で優勝し、最年少にして津軽三味線第五代日本一の称号を得る。
2012年9月、父の藤井 城が手がけていたジャズロック津軽三味線バンド「J-PROJECT」を継承。2013年3月、オリジナル曲も手がけてレコーディング完成。アルバム『VERDANCY』をリリース。

## ディスコグラフィ

### アルバム
- 2013年　VERDANCY
- 2015年　COALESCE[4]

### CD
- 2007年「津軽三味線全国大会」（弘前大会）21津軽三味線ネットワークジャパン
- 2008年「津軽三味線全国大会」（弘前大会）21津軽三味線ネットワークジャパン
- 2010年「津軽三味線全国大会」（弘前大会）21津軽三味線ネットワークジャパン

### DVD
- 成田雲竹女ファーストアルバム記念コンサート（木乃下真市＆上妻宏光共演）

### TV
- NHK総合「ドラクロワ」
- NHK総合「東北EZ 目指せ津軽三味線日本一」
- J-com「ジモトピ世田谷・調布・狛江」
- J-com「いまどこ！イレブン」
- 日本テレビ「元気のアプリ」
- NHK総合「ももクロ和楽器レボリューションZ」
- NHKワールド「Blends」

## 津軽三味線・日本民謡活動歴・受賞歴

### 2005年
- 第24回津軽三味線全国大会（弘前）ジュニア級出場
- 第17回津軽三味線全日本金木大会中学生の部優秀賞入賞
- 第4回全国津軽三味線コンクール大阪大会少年少女の部　優秀賞入賞

### 2006年
- 平成18年度世田谷区民謡連盟新春民謡ショウヤングコーナー特別出演
- 第52回世田谷区民謡連盟秋季大会特別出演
- 第9回津軽三味線全国大会コンクール中学生の部出場
- 第25回津軽三味線全国大会（弘前）ジュニア級　優秀賞入賞[5]
- 平成18年度日本民謡協会神奈川県第二連合大会少年少女の部特別出演
- 第3回津軽三味線全国大会in 神戸少年少女の部　第5位　入賞（審査員特別賞）
- 第5回全国津軽三味線コンクール　大阪大会　少年少女の部　第5位

### 2007年
- 第10回津軽三味線全国大会コンクール　独奏　少年少女・中学生の部　優秀賞[6]

- 第26回津軽三味線全国大会（弘前）ジュニア級　優勝[7]
- 第1回全日本津軽三味線競技会名古屋大会　中高生の部　第3位入賞[8]

### 2008年
- 第11回津軽三味線全国大会コンクール　独奏　一般の部　優秀賞[9]
- 第27回津軽三味線全国大会（弘前）C級　優勝[10]
- 第2回全日本津軽三味線競技会名古屋大会　中高生の部　優勝[8]
- 第2回全日本津軽三味線競技会名古屋大会　一般Aクラス　第3位入賞[8]

### 2009年
- 第1回津軽三味線コンクール　九州大会　グランプリ部門　準優勝
- 第3回全日本津軽三味線競技会名古屋大会一般Aクラス優勝[8]
- 第8回全国津軽三味線コンクール（大阪）大賞の部第4位

### 2010年
- 第4回　津軽三味線日本一決定戦　日本一の部　第3位[11]
- 第29回津軽三味線全国大会（弘前）Ａ級入賞[12]
- 第7回津軽三味線全国大会in KOBE 一般の部準優勝

### 2011年
- 第14回津軽三味線全国大会コンクール　独奏　一般の部　第4位[13]

### 2012年
- 第15回津軽三味線全国大会コンクール　第4位 審査員奨励賞[14]
- 第6回津軽三味線全国一決定戦　日本一の部　優勝　（第五代日本一）[1]